# Les Olivensteins
Les Olivensteins sont un groupe de punk rock français, originaire de Rouen, en Seine-Maritime. Il est formé en 1978 par le chanteur Gilles Tandy. Malgré une carrière éphémère, ils marquent l'histoire grâce à un 45 tours, aux textes nihilistes, désormais très recherché des collectionneurs. Leur plus grand succès est le titre Je suis fier de ne rien faire. Le groupe se sépare en 1980 après un dernier concert dans la salle Sainte-Croix des Pelletiers à Rouen. 

## Biographie
Les Olivensteins se forment autour d'une bande de copains à Rouen, en avril 1978. Gilles Tandy était vendeur en 1974 chez le disquaire Mélodies Massacre. Il organise une répétition avec son frère Éric, et deux membres des Dogs, Dominique Laboubée et Hugues de Portzamparc, qui lui donne envie de monter son propre groupe. Leur nom vient du très médiatique psychanalyste français Claude Olievenstein, qui s'occupe à l'époque de soigner de jeunes toxicomanes dans sa clinique de Marmottan. En juin 1978, le groupe fait son premier concert avec, dès le début, ce style provocant qui caractérise les groupes punks d'alors (provocation que l'on retrouve notamment dans les textes de chansons tels Patrick Henry est innocent ou Pétain, Darlan, c'était le bon temps). À partir de l'automne 1978, le groupe fait plusieurs concerts en Normandie et à Paris, notamment avec les Dogs. 
En mars 1979, les Olivensteins sortent en autoproduction un premier (et unique) 45 tours trois titres, qui est produit par Lionel Herrmani gérant du petit magasin de disque Mélodies Massacre et premier producteur des Dogs. Les 2 000 exemplaires du 45 tours sont rapidement épuisés et les critiques de la presse rock sont enthousiastes. Patrice Blanc-Francart passe ainsi régulièrement le morceau Euthanasie pendant plusieurs mois au cours de son émission musicale Loup-garou sur France Inter. Le succès du 45 tours permet au groupe d'enchaîner les concerts. Dans la perspective de sortir un premier 33 tours, le label Barclay, qui vient de signer les Sex Pistols pour la France est très intéressé, mais l'opposition totale du Docteur Olievenstein à l'utilisation de son nom fait capoter le projet. À ce coup dur s'ajoutent les pressions des Renseignements Généraux et à nouveau du Docteur Olievenstein, qui fait annuler leur concert prévu en décembre 1979 au Palace en première partie de Stiff Little Fingers. 
Frustré par l'impossibilité d'enregistrer leur album tant espéré et peu en phase avec le nouveau public punk, composé de plus en plus par les nouveaux venus skinheads, le groupe décide de séparer après un ultime concert en janvier 1980 dans la salle St-Croix des Pelletiers à Rouen. Plus tard, Gilles Tandy reforme un autre groupe dans la même veine et à la durée aussi éphémère, Les Gloires Locales. Ensuite, il fonde les Rythmeurs, qui sortent un disque chez New Rose Records et se séparent. Gilles Tandy finira par entamer une carrière solo et publiera deux albums.
En 2011, paraît la première anthologie du groupe. Le groupe se reforme spécialement à l'occasion du festival la Ferme électrique, à Tournan, en Seine-et-Marne, le samedi 6 juillet 2013,.
À partir de 2016, le groupe cumule concerts et composition de nouveaux titres. En 2017, après 39 ans d'existence, les Olivensteins sortent leur premier album Inavalable chez le label rouennais Smap Records.
Vincent Denis, guitariste depuis les débuts, décède dans la nuit du 17 au 18 janvier 2021.

## Membres

### Formation initiale
- Gilles Tandy - chant
- Vincent Denis - guitare
- Alain Royer - guitare
- Alain Potier - guitare, basse
- Bitos - basse
- Philippe Bailly - batterie
- Éric Tandy - textes

### Seconde formation
- Gilles Tandy - chant
- Vincent Denis - guitare
- Ludovic Groslier - basse
- Romain Denis - batterie
- Éric Tandy - textes

### Re-formation (2013)
- Gilles Tandy - chant
- Vincent Denis - guitare
- Alain Royer - guitare
- Didier Perini - basse
- Jérôme Bordages - batterie
- Éric Tandy - textes
- France Vitet - claviers

## Discographie
- 1979 : 45 tours (avec trois titres : Fier de ne rien faire, Euthanasie, Je suis négatif ; Mélodies Massacre)
- 2011 : Les Olivensteins (compilation ; Born Bad)
- 2017 : Inavalable